# Aleurocystis magnispora
Aleurocystis magnispora är en svampart som först beskrevs av Edward Angus Burt, och fick sitt nu gällande namn av P.A. Lemke 1964. Aleurocystis magnispora ingår i släktet Aleurocystis och familjen Stereaceae.   Inga underarter finns listade i Catalogue of Life.